# Kurt Salomon
Kurt Salomon (geb. vor 1925; gest. nach 1945), später Kurt Santen war ein deutscher Fußballspieler und Trainer. Salomon war jüdischer Herkunft und nahm während der Zeit des Nationalsozialismus den Namen Santen an und überlebte den Holocaust.

## Karriere

### Vereine
Salomon gehörte dem Chemnitzer BC als Stürmer an, für den er in den vom Verband Mitteldeutscher Ballspiel-Vereine organisierten Meisterschaften von 1925 bis 1928 im Gau Mittelsachsen Punktspiele bestritt. Während seiner Vereinszugehörigkeit gewann er viermal in Folge die Gaumeisterschaft Mittelsachsen. Infolgedessen war er mit seiner Mannschaft auch viermal in der Endrunde um die Mitteldeutsche Meisterschaft vertreten. 1926 ereilte ihn und seine Mannschaft das „Aus“ in der 2. Runde, 1925 und 1928 jeweils im Viertelfinale. Nur am 1. Mai 1927 erreichte der Verein das Finale, das jedoch mit 0:4 beim VfB Leipzig verloren wurde. Mit 3:2 gegen den VfB Leipzig gewann der Chemnitzer BC zuvor jedoch den Mitteldeutschen Pokal, dessen Gewinn zur Teilnahme an der Endrunde um die Deutsche Meisterschaft berechtigte. Sein einziges Endrundenspiel bestritt er am 8. Mai 1927 auf dem Fürther Sportplatz am Ronhofer Weg bei der 1:5-Achtelfinalniederlage gegen den späteren Deutschen Meister 1. FC Nürnberg.

### Auswahlmannschaft
Als Spieler der Auswahlmannschaft des Verbandes Mitteldeutscher Ballspiel-Vereine nahm er am Wettbewerb um den Bundespokal, dem Pokalwettbewerb der Auswahlmannschaften der Regionalverbände, teil.
Zunächst erreichte er mit der Auswahlmannschaft das am 4. Oktober 1925 im Leipziger VfB-Stadion angesetzte Finale, das vor 30.000 Zuschauern mit 1:2 gegen die Auswahlmannschaft des Süddeutschen Fußball-Verbandes verloren, später das am 6. März 1927 im Bahrenfelder Stadion in Altona angesetzte, das vor 18.000 Zuschauern mit 1:0 gegen die Auswahlmannschaft des Norddeutschen Fußball-Verbandes gewonnen wurde.

### Trainer
Nach 1945 war er als Trainer bei der BSG Chemie Chemnitz tätig. Anfang 1953 (genauer Zeitraum unbekannt) war er Vorsitzender des Trainerrats im Bezirk Chemnitz.

## Erfolge
- Zweiter der Mitteldeutschen Meisterschaft 1927
- Meister Gau Mittelsachsen 1925, 1926, 1927, 1928
- Mitteldeutscher Pokalsieger 1927
- Bundespokal-Sieger 1927, -Finalist 1925